# Gluconasturtiin
Gluconasturtiin ist eine chemische Verbindung aus der Gruppe der Senfölglycoside. Wie das ähnliche Sinigrin ruft auch Gluconasturtiin einen scharf-stechenden Geschmack hervor.

## Vorkommen

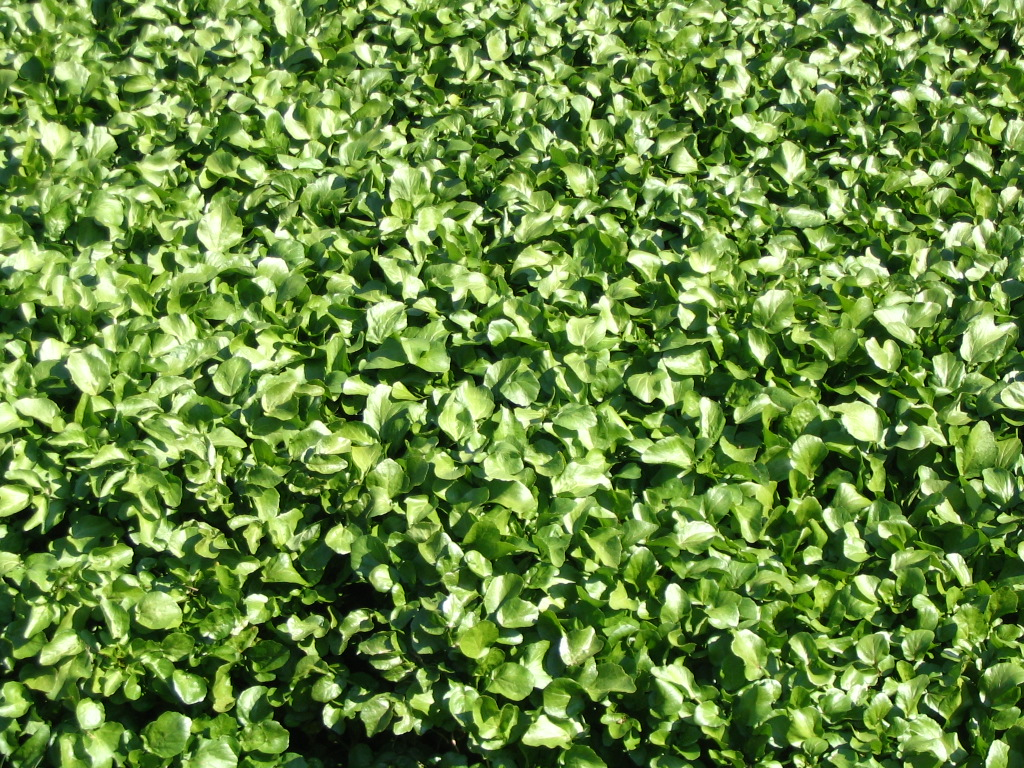
Brunnenkresse

Der Trivialname Gluconasturtiin leitet sich vom Vorkommen u. a. in der Brunnenkresse (Nasturtium officinale) ab. Der systematische Name lautet 2-Phenylethylglucosinolat.
Außer in der Brunnenkresse kommt es auch in Chinakohl vor.

## Eigenschaften
Neuere Untersuchungen zeigten einen Einfluss von Gluconasturtiin auf die Resistenz der Pflanze Barbarea vulgaris gegenüber den Larven der Schadinsekten Pieris rapae (Familie der Weißlinge) und Mamestra brassicae (Kohleule, beide Ordnung der Schmetterlinge).